# تشادغان
تشادغان (بالفارسية: چادگان) هي منطقة سكنية تقع في إيران في البلدة المركزية. يقدر عدد سكانها بـ 7,037 نسمة .